# Riolus brunneus
Riolus brunneus là một loài bọ cánh cứng trong họ Elmidae. Loài này được Waterhouse miêu tả khoa học năm 1879.